# Kradibia
Kradibia is een geslacht van vliesvleugeligen uit de familie vijgenwespen (Agaonidae). De wetenschappelijke naam van dit geslacht is voor het eerst geldig gepubliceerd in 1883 door Saunders.

## Soorten
Het geslacht Kradibia omvat de volgende soorten:
- Kradibia angustatae (Hill, 1969)
- Kradibia brownii Ashmead, 1904
- Kradibia calorai Wiebes, 1993
- Kradibia clarae Wiebes, 1993
- Kradibia commuta Wiebes, 1993
- Kradibia copiosae (Wiebes, 1980)
- Kradibia corneri Wiebes, 1993
- Kradibia cowani Saunders, 1883
- Kradibia cuspidatae (Hill, 1969)
- Kradibia dubia (Grandi, 1926)
- Kradibia erythropareiae (Hill, 1969)
- Kradibia etiennei Wiebes, 1990
- Kradibia gestroi (Grandi, 1916)
- Kradibia ghigii (Grandi, 1916)
- Kradibia giacominii (Grandi, 1926)
- Kradibia gibbosae (Hill, 1967)
- Kradibia hemsleyanae (Hill, 1969)
- Kradibia hilli Wiebes, 1978
- Kradibia jacobsi (Wiebes, 1964)
- Kradibia latipennis (Girault, 1915)
- Kradibia longicornis (Grandi, 1926)
- Kradibia midotis (Hill, 1969)
- Kradibia mindanaensis (Hill, 1969)
- Kradibia nigricorpus (Girault, 1915)
- Kradibia ordinata Wiebes, 1993
- Kradibia panchoi Wiebes, 1993
- Kradibia parvifoliae (Hill, 1969)
- Kradibia philippinensis (Hill, 1969)
- Kradibia queenslandica (Hoffmeyer, 1929)
- Kradibia rutherfordi (Waterston, 1920)
- Kradibia saundersi Wiebes, 1990
- Kradibia semiauriceps (Girault, 1927)
- Kradibia sessilis (Hill, 1969)
- Kradibia setigera Wiebes, 1978
- Kradibia subulatae (Hill, 1969)
- Kradibia sumatrana (Grandi, 1926)
- Kradibia tentacularis (Grandi, 1926)
- Kradibia tetamba Wiebes, 1993
- Kradibia uniglandulosae (Hill, 1969)
- Kradibia virgatae (Hill, 1969)
- Kradibia wakefieldi Wiebes, 1993
- Kradibia wassae (Wiebes, 1980)
- Kradibia williamsi Wiebes, 1993